# Llengües bora
Les llengües bora constitueixen una de les dues branques de la família bora-huitoto, actualment només sobreviuen dues llengües d'aquesta branca, totes dues parlades en Colòmbia, amb un total d'uns mil cinc-cents parlants.

## Llengües
Les dues llengües bora són
- Bora (també conegut com Bora–Miranya, Boro, Meamuyna) de Brasil oriental (Amazones)
- Muinane (also known as Bora Muinane, Muinane Bora, Muinani, Muename) del sud-oest de Colòmbia (Amazones)

Loukotka (1968) també llista el Nonuya, parlada a les fonts del riu Cahuinari, com una llengua bora. Només s'han documentat unes poques paraules.
Jolkesky (2016) assenyala que hi ha semblances lèxiques amb les famílies lingüístiques Choko, Guahibo, Tukano, Witoto-Okaina, Yaruro, Arawak, i Tupi a causa del contacte a la regió de la conca del riu Caquetá. Una anàlisi computacional automatitzada (ASJP 4) by Müller et al. (2013) van trobar semblances lèxiques amb els arawaks (especialment la llengua resígaro en particular) a causa del contacte.

## Descripció lingüística

### Fonologia
L'inventari consonàntic del bora ve donat per:
|                   | Labial | Alveolar | Palatal | Velar | Glotal |
| ----------------- | ------ | -------- | ------- | ----- | ------ |
| Oclusiva simple   | p      | t        |         | k     | ʔ      |
| Oclusiva aspirada | pʰ     | tʰ       |         | kʰ    |        |
| Coarticulada      |        | c        | č       | kp    |        |
| Africada aspirada |        | cʰ       | čʰ      |       |        |
| Fricativa         | β      |          |         | x     |        |
| Aproximants       |        | r        | (i)     |       |        |
| Nasal             | m      | n        | (ɲ)     |       |        |

La majoria de consonants tenen al·lòfons palatals davant /i/ (i a vegades davant algunes /a/). De fet l'estatus fonèmic de /ɲ/ i /i/ és dubtós perquè podrien ser considerats com els al·lòfons palatals de /n/ i /r/.
A més d'aquestes consonants existeixen 6 vocals /i, e; a, ɨ; o, ɯ/ i existeix dos tons de nivell (altoy baix). Només en posició final es toleren dos tons baixos consecutius.

### Comparació lèxica
La següent llista compara els numerals en quatre llengües bora:
| GLOSSA | Bora               | Miraña                | Muinave                    | proto- borano        |
| ------ | ------------------ | --------------------- | -------------------------- | -------------------- |
| 1      | ʦʰane              | ʦʰane                 | sááno                      | *ʦʰanV               |
| 2      | mínʲéékʰii         | míñéékʰi              | míínokki                   | *mína-kʰi            |
| 3      | pʰápʰiʔʧʰii        | maakʰíni              | [2] + [1]                  | *ʦʰa-məna-           |
| 4      | pʰiinee- ʔoxʦʰitʰi | ʦʰanénáʔ- péβahkʰáʦʰi | [2] + [2]                  | ?                    |
| 5      | ʦʰaʔoxʦʰitʰi       | ʦʰá-ʔoxʦʰi            | sa-ʔúse                    | *ʦʰa-ʔoxʦʰi-         |
| 6      | íʔoxʦʰitʰi + [1]   | gotzehihnwa           | xúúga-ʔuse-ti+[1]          | *-ʔoxʦʰi-tʰi+[1]+[1] |
| 7      | íʔoxʦʰitʰi + [2]   | zohógatigá            | xúúga-ʔuse-ti+[2]          | *-ʔoxʦʰi-tʰi+[2]     |
| 8      | íʔoxʦʰitʰi + [3]   | rowiʦka               | xúúga-ʔuse-ti+[2]+[1]      | *-ʔoxʦʰi-tʰi+[1]+[2] |
| 9      | íʔoxʦʰitʰi + [4]   | zömötʰohʦa            | xúúga-ʔuse-ti igéénemeʔexé | ?                    |
| 10     | pʰaʔoxʦʰikʰi neβa  | pʰáʔohʦʰíkʰi          | ɸa-ʔúsee-kki               | *pʰa-ʔoxʦʰi(-kʰi)    |